# Eau, assainissement et hygiène
Pour les articles homonymes, voir WASH, EAH et EHA.

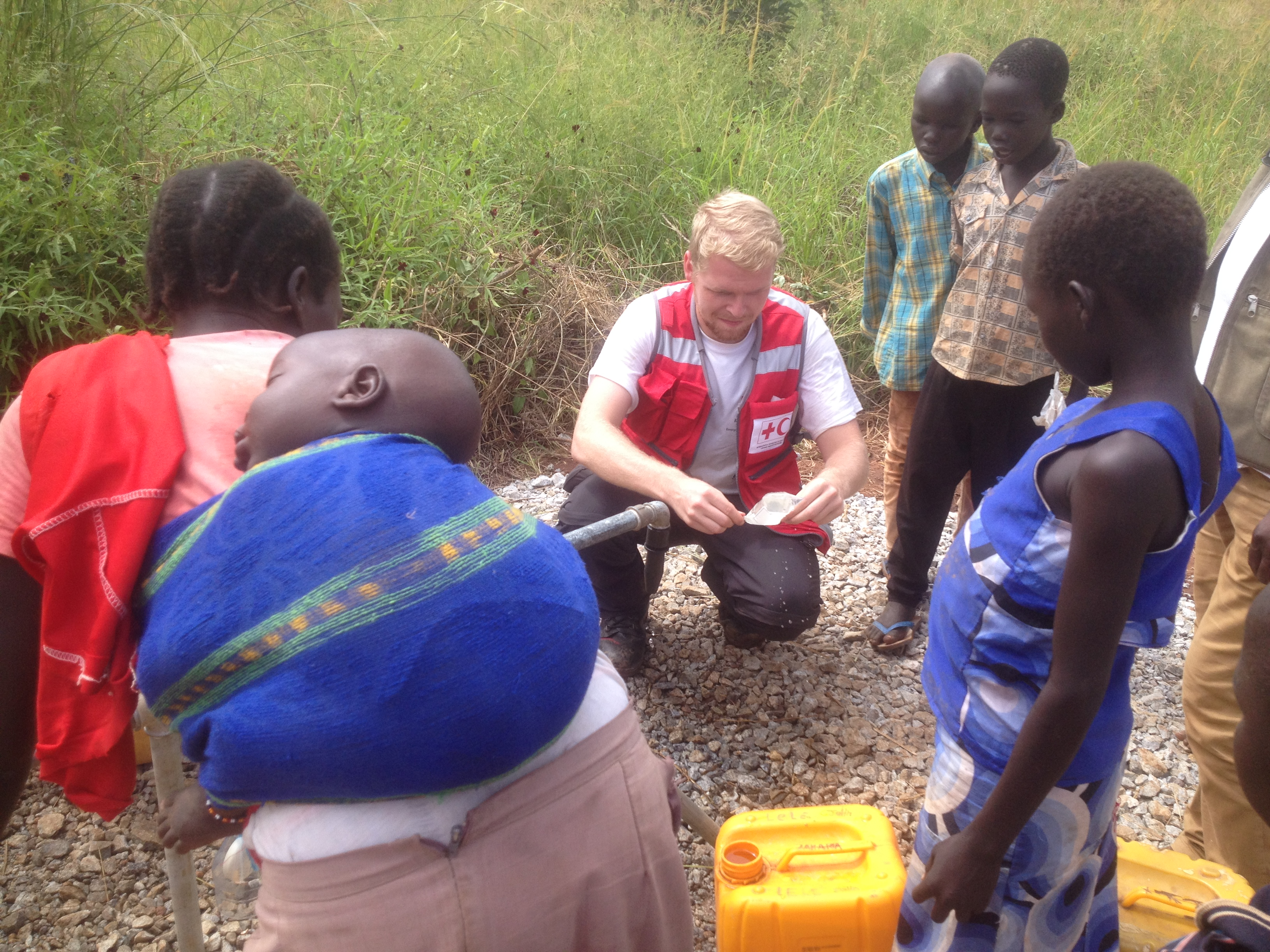

Eau, assainissement et hygiène est un domaine d'intervention clé dans l'humanitaire et le développement international. Ce domaine est souvent dénommé par ses acronymes EAH et EHA, mais aussi par l'acronyme anglais WASH pour Water, Sanitation and Hygiene. On trouve aussi l'écriture WaSH, l'appellation WatSan (pour Water and Sanitation) et les acronymes AEPHA pour Accès à l'Eau Potable, l'Hygiène et l'Assainissement. Ces appellations sont notamment utilisées par les organisations non gouvernementales et les agences des Nations unies.
Par extension, « WASH » peut aussi désigner « l'ingénieur WASH » ou « ingénieur eau et assainissement », responsable de ce secteur d'intervention. On parle aussi d'« hydro » pour un ingénieur hydraulicien et de « San' » pour un ingénieur en assainissement. Ces ingénieurs ont souvent une formation en ingénierie civile ou en hydraulique.
Les interventions EAH peuvent inclure :
- Dans les situations d'urgence (catastrophes naturelles, conflits), l'approvisionnement en eau potable, par exemple par acheminement dans des camions-citernes et par stockage dans des citernes érigées rapidement.
- Toujours en situation d'urgence, l'installation de latrines ou au moins de points de défécation, notamment pour les camps de réfugiés lors de leur installation.
- Dans les programmes de reconstruction, après une catastrophe, les interventions visent notamment la réhabilitation des infrastructures. Un projet de construction de toilettes scolaires peut ainsi être intégré à un programme de reconstruction d'écoles.
- Dans les programmes de développement, les programmes de santé et d'infrastructure comprennent souvent un volet Watsan, intégrant à la fois l'eau potable, l'assainissement et l'hygiène. Les interventions se font alors aussi bien au niveau de l'infrastructure que du social (création de comité de gestion, méthodes participatives pour l'apprentissage de l'hygiène, etc.)

Si la plupart des ONG effectuent au moins ponctuellement des interventions Watsan, certaines organisations sont spécialisées dans ce domaine, dont notamment les ONG anglaises Oxfam et WaterAid et l'ONG française SOLIDARITÉS INTERNATIONAL, ou encore Action contre la Faim ou le Secours Islamique France (SIF). Parmi les importants bailleurs de fonds, on compte la Commission européenne qui a alloué en 2015 environ 120 millions d'euros au secteur de EAH.
Aujourd'hui, l'Institut Bioforce Développement propose une formation (niveau Bac +4) en Watsan.

## EAH à l'école
Donner accès à l'eau potable, à un assainissement de base et sensibiliser les enfants aux pratiques d'hygiène à l'école est un droit qui leur apporte un environnement sain et confortable où ils peuvent grandir, apprendre, se développer et devenir acteurs du changement.
Ainsi, dans le monde, sur une année, 272 millions de jours de classe sont manqués du fait de maladies dues au manque de sanitaires

## EAH en situation d'urgence
Le Projet Sphère est un manuel relatant la Charte humanitaire et les standards minimum en intervention humanitaire. Le projet est issu de la volonté d'un groupe d'organisations non gouvernementales (ONG) et du Mouvement international de la Croix-Rouge et du Croissant-Rouge, d'améliorer la qualité de leurs actions en situation d'urgence et d'établir des paramètres de suivi. Ce projet, lancé en 1997, a pour philosophie de (1) contribuer au Droit de l'Homme à vivre dans la dignité et donc à recevoir une assistance en cas de nécessité et (2) alléger la souffrance humaine résultant d'une catastrophe ou d'un conflit armé.
Le manuel relate les standards minimums correspondant aux différents droits fondamentaux, chacun accompagné d'actions clés, d'indicateurs clés, des notes d'orientation et de conseils pour atteindre ces standards.
La section "Standards minimums sur l'approvisionnement en eau, l'assainissement et la promotion de l'hygiène" de la Charte se focalise sur l'EAH en situation d'urgence et peut être utilisée comme guide de références.
Ce manuel est disponible gratuitement en version PDF, Cliquez ici.

## Sources
- Le Guide du routard Humanitaire, Hachette, 2002.